# 西武希
50°55′15″N 31°8′18″E / 50.92083°N 31.13833°E
西武希（烏克蘭語：Сивухи），是烏克蘭北部的村莊，隸屬切爾尼希夫州的切爾尼希夫區。該村始建於1810年，面積0.93平方公里，海拔高度110米，2001年人口403，人口密度每平方公里432.4人。